# Regato del Cepelo
El regato del Cepelo es un arroyo que transcurre por el ayuntamiento de Outeiro de Rei, en la provincia de Lugo. Desemboca en el río Pequeno, un afluente del Río Miño. Su longitud es, aproximadamente, 1 kilómetro, y su caudal es escaso y variable. Este riachuelo sirvió de inspiración para muchos escritores como puede ser Manuel María, el más destacado de ellos. Se le llama río de la Barciela por ser la forma en la que figura en los mapas geográficos.

## Historia y características
El regato del Cepelo puede ser conocido por múltiples nombres: Cepelo, Barciela, Monte, Portocepelo, Docepelo y Regas.
Nace y muere en Outeiro de Rei. Su inicio es en el monte, concretamente al sur de la parroquia de Bonxe. Recorre las Regas, un poco más arriba del barrio del Cantón, llega al río Robra y posteriormente desemboca en el río Pequeño.

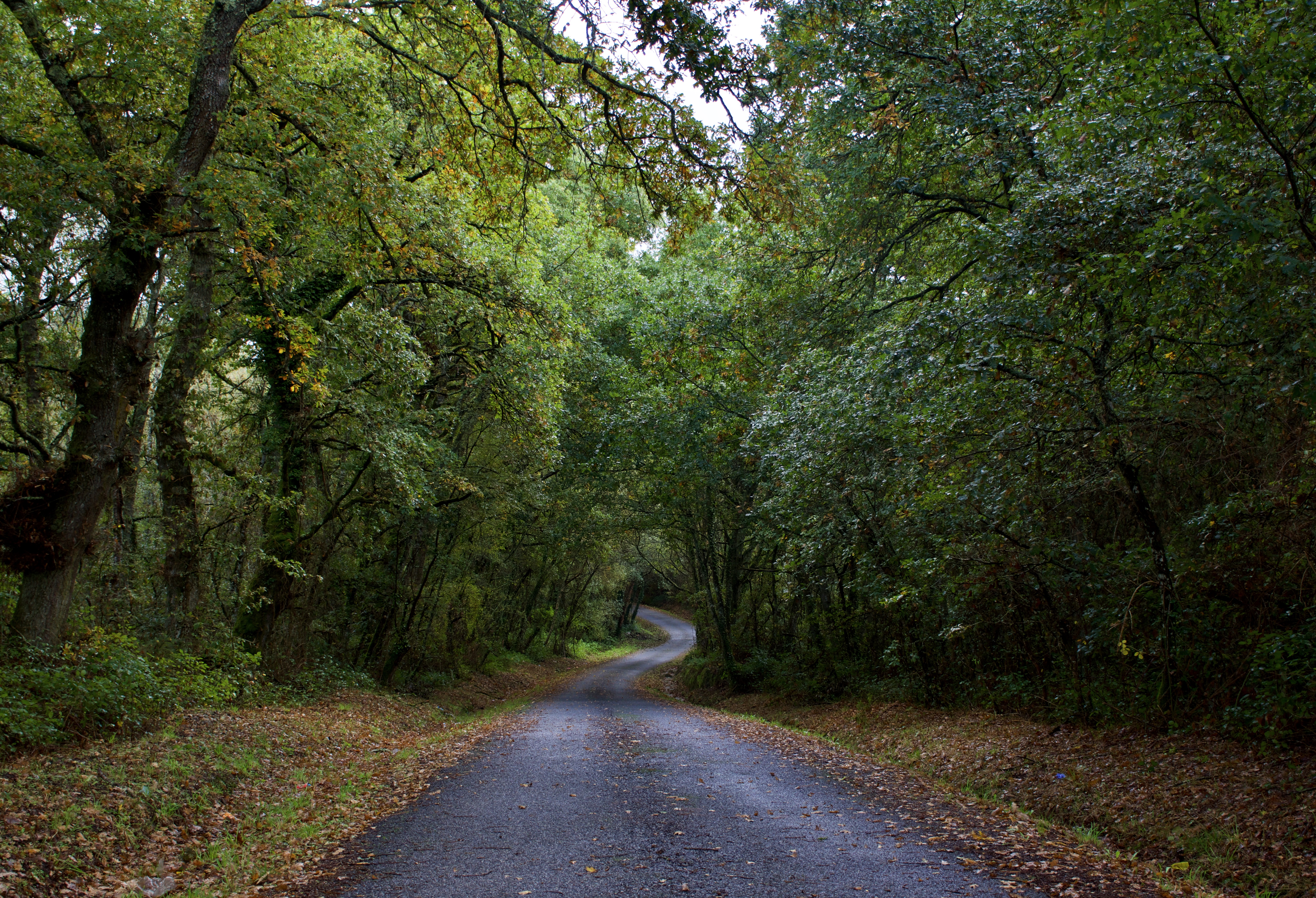
Estrada de Outeiro de Rei en la zona del Riachuelo del Cepelo.

### Molinos
En el regato del Cepelo hay un molino que se conoce como "roulón". Justo en la desembocadura del Cepelo había una presa que atravesaba el río Santa Marta y tenía compuerta. Esto tenía el objetivo de que el agua fuese por el canal hacia el molino de Ansián. Llegando al molino había otra presa para regular el agua. Esta se encontraba más próxima al molino y tenía la función de aliviadero. Este molino era de dos piedras y molía todo el año porque no sólo recibía agua del Cepelo, sino también del río Robra.
El otro molino se encuentra a pocos metros de la desembocadura del riachuelo, cerca del barrio de Francos, en la parroquia de Robra. Le llaman el molino de Pepe del Ratón o de Valentín.
Además de molinos, en el entorno del riachuelo hay varias fuentes: la de Francos, la de la Agüela o Fonte de Penelas.

### Madorras
En el catastro de Ensenada aparecen mencionadas varias madorras en los alrededores del Cepelo. La más llamativa es la conocida como “Medorra Grande”.

En el año 1929, en el boletín Nº 205 de la Real Academia Gallega, aparece un artículo publicado por Ángel del Castillo en el que dice: 
“Una de lanas comarcas más interesantes en él aspecto de la arqueología prehistórica es la de Otero de Rey, en la provincia de Lugo, en cuyos montes abundan tanto las mámoas, que llegan a construir verdaderas necrópolis. A docenas las hemos visto y anotado recorriendo aquellas tierras, siendo notable algunos grupos, como él del monte de Matela, en la parroquia de Santa Marina de él Puente, en general de pequeñas proporciones, y el de las gándaras de Otero de Rey, interesante por lo numeroso y por levantarse entre ellas una de proporciones extraordinarias, pues mide más de 32 metros de diámetro”. 
En un inventario que hay en el museo del Castro de Viladonga, realizado en la década de 1990, aparecen mámoas en el monte de Matela, en el de Santa Mariña, en el de los Desbroces, y también en las parroquias de Bonxe, Matela, Robra, Silvarrei, Colina de Rei y en las Agraceiras en Guillar.
También se podían ver algunos castros.

## Poemas de Manuel María
Manuel María pensó en el Cepelo como un ejemplo de humildad. Le sirvió de inspiración, por lo que aparece mencionado en muchos de sus poemas.